# 傅尧俞
傅尧俞（1024年—1091年），字钦之，北宋郓州须城县（今山东省东平县）人，迁籍孟州济源县（今河南省济源市）。宋哲宗时中书侍郎。
傅尧俞十岁能做文章，未行冠礼登进士第，历任监西京（即河南府，治所在今河南省洛阳市）税院事、知新息县，转任太常博士。嘉祐末年，为监察御史。请宋仁宗建储。宋英宗即位，历任殿中侍御史、起居舍人、右司谏、同知谏院。出使契丹还，担任侍御史知杂事，被他辞谢。因濮議中反对以濮王赵允让为皇考，被降职外调知和州。宋神宗即位，改知庐州、陕西转运使。熙宁三年（1070年），傅尧俞入京师，对王安石言新法不便，担任权盐铁副使。不久改任河北转运使、知江宁府。历任知许州、河阳、徐州。因事免官，复职，监黎阳县仓草场十年。宋哲宗即位，从明州召他为秘书少监兼侍讲，升为给事中、吏部侍郎、御史中丞。官至吏部尚书兼侍读。元祐四年（1089年）担任中书侍郎，元祐六年（1091年）傅尧俞去世，赠银青光禄大夫，谥号献简。

## 延伸阅读
[在维基数据编辑]
 《宋史·卷341》，出自脱脱《宋史》